# Sideroxylon eucuneifolium
Sideroxylon eucuneifolium är en tvåhjärtbladig växtart som först beskrevs av Cyrus Longworth Lundell, och fick sitt nu gällande namn av Terence Dale Pennington. Sideroxylon eucuneifolium ingår i släktet Sideroxylon och familjen Sapotaceae.
Artens utbredningsområde är Guatemala. Inga underarter finns listade i Catalogue of Life.